# Бойко Богданов
Вижте пояснителната страница за други личности с името Богданов.
Бойко Богданов е български театрален и оперен режисьор, композитор и поет.

## Биография
Бойко Богданов е роден на 16 юли 1959 г. в България. През 1978 г. завършва Френска езикова гимназия. През 1984 г. завършва ВИТИЗ, специалност „Режисура“ с магистърска степен. Има завършена и средна музикална школа [пиано].
До 2014 г. като режисьор е работил в над 20 драматични и оперни театри в страната и чужбина. Реализирал е над 120 театрални постановки от националната и световна класика, от съвременната драматургия (за 98 от тях, вкл. и оригинална музика), както и редица свои авторски спектакли, мюзикъли, класически опери, една авторска опера и един авторски балет. Основател е на една от първите в България трупи за експериментален театър „Елизавета Бам“, просъществувала от 1989 г. до 1994 г. към Общински театър „София“. Бойко Богданов е известен още като общественик с активна публицистична дейност в началото на годините на прехода в националната преса и ефир. В началото на 90-те е кмет на „Града за истина“ във Варна (антитоталитарен протестен палатков лагер пред общината на града).
Специализации извън страната
- 1988 г. – Полша: Вроцлав, Варшава
- 1989 г. – Русия: Москва, Санкт Петербург
- 1989/90, 1991/92: Франция: Париж, Марсилия, Авиньон
- 2003 – Франция, Париж: „Финансиране и мениджмънт на културни институти“ по програма на Френското Министерство на културата и Министерството на външните работи на Франция

Административна работа в театъра
- 1984 – 1987 г. – Щатен режисьор на варненския драматичен театър;
- 1987 – 1989 г. – Режисьор на свободна практика;
- 1989 – 1993 г. – Щатен режисьор на Театър „София“;
- 1993 – 1997 г. – Председател на Българската режисьорска гилдия;
- 1998 – 2006 г. – Директор на Нов драматичен театър „Сълза и смях“ – София;
- От 2007 г. – Режисьор на свободна практика;
- От 2007 г. – Главен режисьор на Русенска опера;
- 2004 г. – Съосновател и арт директор на „Съседни гласове“ – Фестивал на младия алтернативен балкански театър;
- 2011 г. – Основател и арт директор на „Пиринска пролет“ – Балканки фестивал на уличния театър.

Обществена дейност
Бойко Богданов е известен още като общественик с активна публицистична дейност. В началото на годините на прехода в националната преса и ефир: списание „Театър“, в-к „Култура“, националните всекидневници: „Труд“, „Демокрация“, „Стандарт“ и др., както и в електронните медии: БНТ и БНР.
Той е автор и на „Страхът... И страхът... И страхът...“ – социално-философско есе, изследващо социалните нагласи, мотиви и поведение на масовите протести в началото на 90-те години (отпечатано в националния вестник „Култура“).
Кмет на „Града за истина“ (протестен палатков лагер пред общината на морската столица на България, Варна), в началото на 90-те години.

## Творчество

### Работа в театъра

#### По-значими спектакли в театъра
В театъра Бойко Богданов поставя „Китова мас“ на Юджийн О'Нийл, „При закрити врата“ на Сартр, „Калхас“ (колаж по произведенията на Антон Чехов), „Мадам Бовари“ по Флобер, „Малка буржоазна сватба“ на Бертолд Брехт, „Дневникът на един луд“ на Гогол, „Ревизор“ на Н.В. Гогол, „Семейство Тот“ (по Ищван Йоркени), „Царството земно“ на Тенеси Уилямс, „Удържимият възход на Артуро Хи“ на Бертолт Брехт, „Слуга на двама господари“ на Карло Голдони, „Д-р“ на Бранислав Нушич, „Сън в лятна нощ“ на Уилям Шекспир, „Последни луни“ (по Бурдон), „Тази вечер импровизираме“ на Луиджи Пирандело, „Шапка със звънчета“ на Л. Пирандело, „Брачен етюд“ на Едуард Олби и други.
Постановките му на българска драматургия са „Свекърва“, „Вампир“ и „Къща“ на Антон Страшимиров, „Майстори“ на Рачо Стоянов, „Женско царство“ на Ст. Л. Костов, „Гласовете ви чувам“ (по Димитър Талев), „Гераците“ на Елин Пелин, „Боряна“ на Йордан Йовков, „Сако от велур“ на Станислав Стратиев, „Конят на Александър Велики“ (по Стефан Цанев) и други.

#### Авторски спектакли
- „Елизавета Бам – I“ – по едноименната пиеса на Даниил Хармс; копродукция на ДТ „София“ (сезон 1989/1990) с Академия за изкуство „Аполония“
- „Елизавета Бам – II“ – по едноименната пиеса на Данийл Хармс; копродукция на ДТ „София“ (сезон 1990/1991) с Академия за изкуство „Аполония“
- „Антропомизантропос“ – по текстове на Молиер, Камю и Сартр, копродукция със „Свободен театър“, премиера – ДК „Средец“ – 1992 (сезон 1991/1992)
- „Ний?де“, ДТ „София“ (сезон 1993/1994)
- „Сбогом, Моцарт?“, ДТ „Васил Друмев“ – Шумен (1997)
- „Любовни прегрешения“ (драматургия – съвместно с Вероника Благова), ДТ „София“
- „Славейковци“ – по произведения на Петко и Пенчо Славейкови, Малък градски театър „Зад канала“ (1997)[2]
- „Ботеви сънища / това ни чака“ – по сатиричните произведения на Христо Ботев, ДТ – Ловеч (сезон 1989 – 1990)
- „ХХ век“ – трилогия, включваща спектаклите „Гледалото или Вечната балканска кръчма“, „Чакалото или Вечната балканска гара“, „Мечталото“ – носители на няколко национални и 11 международни награди; НДТ „Сълза и смях“, София (създадена в периода 2000 – 2003)
- „Човешка комедия“ – по „Дядо Горио“ на Балзак, ДТ „Никола Вапцаров“ – Благоевград (сезон 2007/2008)
- „Възторг и крах на любовта“ – мултимедиен балетно-театрален спектакъл – закриване на Международен музикален фестивал „Софийски музикални седмици“ 2013, Народен театър „Иван Вазов“, София (2013)[3]
- „Вересии“ – авторски спектакъл на Бойко Богданов, Вячеслав Парапанов, Мария Сапунджиева И Тончо Токмакчиев, Театър 199 (сезон 2013/ 2014)

#### Гастроли
Негови спектакли са били на гастрол в Русия (Москва, Рязан), Украйна (Одеса, Киев), Франция (Гренобъл), Германия (Берлин), Македония (Битоля, Охрид, Фестивал „Охридско лято“), Словакия (Братислава), Италия (Торино, Модена/, Австрия (Кремс – „DONNAU FESTIVAL“, Виена), Япония (Токио, Осака), САЩ (Лас Вегас, Уилингтън, Атланта, Бруклин), Хърватска (Риека, Фестивал „MFMS“), Босна и Херцеговина (Сараево, „MESS FESTIVAL“), Швейцария (Солотурн).

#### Награди
- За най-добър спектакъл – на VI Национален преглед на театрите в България за „Къща“ от Антон Страшимиров;
- За най-добър спектакъл – на I Национален фестивал на независимя театър – за „Антропомизантропос“ по Молиер, Камю и Сартр в „Свободен театър“ (копродукция с ЕТС Елизавета Бам“);
- За театрална музика – на Драматичен театър „Васил Друмев“ за „Мандрагора“ от Макиавели;
- За режисура – награда „ИКАР“ на Съюза на артистите в България за „Майстори“ от Рачо Стоянов;
- За режисура – Награда „Дионисий“ – за „Майстори“ от Рачо Стоянов;
- За най-добър спектакъл – Награда „АСКЕЕР“ – за „Свекърва“ от Антон Страшимиров;[4]
- За режисура – на фестивала „Нова българска драма“ – за авторския спектакъл „Мечталото“;
- За режисура, за оригинална музика, за най-добър спектакъл и награда на публиката на ХI Международен театрален фестивал в Риека за спектакъла „Гледалото или вечната балканска кръчма“ – май 2004 г.;[5][6]
- Награда на критиката на MESS – 45-и Международен театрален фестивал в Сараево за спектакъла „Гледалото – вечната балканска кръчма“ – 2005 г.;
- Награда на критиката на Национален театрален фестивал „Сцена Палитра Слово“ за спектакъла „Гласовете ви чувам“ – 2011 г.

### Режисура в Българска национална телевизия
- „Живее, работи и отстоява себе си – Елизавета Бам“ – художествена документалистика (1990)
- „Свекърва“ – по Антон Страшимиров, телевизионен спектакъл (1996)
- „Ох!“ – по Петър Маринков, телевизионен спектакъл (2003)
- Сценарист и режисьор на две излъчени по БНТ тържествени церемонии за връчване на наградите за театрално изкуство на Съюза на артистите в България (2001 и 2002)
- 2006 – режисьор на излъчването по БНТ и сателитния Канал на БНТ на „Реквием“ – Верди, Зала „България“, Софийска Държавна Филхармония, Национален академичен хор „Светослав Обретенов“, диригент Вили Клаас.

### Авторска музика

#### Театрална музика
- „Дванадесетте“ по Александър Блок, режисьор П. Тодоров, театрална група „Вълна“ – Варна – 1981 г.
- „Нула часът“ по Вл. Левков, режисьор П. Тодоров, театрална група „Вълна“ – Варна, гастрол Унгария – 1982 г.
- „Блясък и смърт на Хоакин Мореиета“ по Пабло Неруда, режисьор П. Тодоров, театрална група „Вълна“ (в съавторство с Кр. Желязков) – 1982 г.

Бойко Богданов е автор на музика към 98 поставени от него спектакли за периода 1983 – 2014 г., по-важни сред които са
- „Кралят – елен“ по Голдони, Национална театрална академия София и ТV-версия за БНТ и НДК София, 1983 г.
- „Носорози“ / Йонеско – Народен театър за младежта, София, 1990 г.

Музика към спектаклите в ДТ – ВАРНА (1984 – 1987)
- „Някой пред вратата“ (В. Цанкова),
- „Сватбата на дребния буржоа“ (Б. Брехт),
- „Слуга на двама господари“ (Голдони),
- „Тя в отсъствие на любов и смърт“ (Е. Радзински),
- „Къща“ (Антон Страшимиров),
- „Дневникът на един луд“ (Гогол).

Музика към спектаклите в ДТ – РАЗГРАД (1984 – 1987)
- „Най-малкият брат на Дон Кихот“ (Н. Василев),
- „Жертва на дълга“ (Йонеско).

Музика към спектаклите в театър „София“ (1989 – 2012)
- „НИЙ?ДЕ?“ (авторски),
- „Конят на Александър Велики“ (Стефан Цанев),
- „Любовни прегрешения“ (авторски мюзикъл, драматургия съвместно с Вероника Благова),
- „Удържимият възход на Артуро Хи“ (Брехт),
- „Реивизор“ (Гогол);
- „СЪН в лятна нощ“ (Шекспир).

Музика към спектаклите в „Малък градски театър зад канала“, София (2000 – 2003)
- „Свекърва“ (А. Страшимиров), [излъчен и TV вариант на спектакъла]
- „Славейковци“ (по Петко и Пенчо Славейкови),
- „Урокът“ (Йонеско).

Музика към спектаклите в държавен театър „Сълза и смях“, София (1990 – 2004)
- „Мадам Бовари“ (Флобер),
- „Тази вечер импровизираме“ (Луиджи Пирандело),
- „Шапката на шута“ (Луиджи Пирандело),
- „Къща“ (Антон Страшимиров – втора версия),
- „Гледалото или вечната балканска кръчма“ (авторски),
- „Чакалото или вечната балканска гара“ (авторски),
- „Мечталото“ (авторски).

Музика към спектаклите в ДТ „Адриана Будевска“ – Бургас (2003 – 2010)
- „Вампир“ (Антон Страшимиров),
- „Мандрагора“ (Макиавели),
- „Балкански аристократи“ (Л. Бобич);
- „Боряна“ (Йовков).

Музика към спектаклите в ДТ „Никола Вапцаров“ – Благоевград (1994 – 2013)
- „Майстори“ (Рачо Стоянов),
- „Човешкаа комедия“ (по „Дядо Горио“ на Балзак),
- „Гласовете ви чувам“ (по Димитър Талев),
- „ГерациТе“ (Елин Пелин).

Музика към спектаклите
- „ОХ!“ (Петър Маринков) – Държавен сатиричен театър, София – 2004 г.
- „Ботеви сънища“ (по Христо Ботев, авторски спектакъл), ДТ Ловеч – 1993 г.
- „Мандрагора“ (Николо Макиавели) – държавен театър В. Друмев, Шумен + IIра версия – ДТ „Адриана Будевска“ – Бургас, 2009 г.
- „Доктор“ (Бранислав Нушич) – държавен театър – Русе 1992 г., + II версия – Театър „Сълза и смях“ – София – 2004 г. + IIIта версия – Благоевградски театър
- „Сако от велур“ (Народен театър „Иван Вазов“) 2009 г.

#### Филмова и ТV-музика
- към филма „Покорителите на Еверест“, режисьор – Милан Огнянов, БНТ и Студия Телевизионни Филми „Екран“ – 1982 г.(част)
- към филма „Кандидати“, режисьор – Петър Попзлатев, Студия за телевизионни филми „Екран“ – 1980/81 г. (част)
- към филма „Живее, работи и отстоява себе си – Елизавета Бам“, БНТ – 1992 г.
- към ТV-спектакъла „Свекърва“ – МГТ „Зад канала“ и БНТ – 1994 г.
- към ТV-спектакъла „Ох!“ – ДСТ „АЛЕКО КОНСТАНТИНОВ“ и БНТ – 2003 г.

#### Автономна музика
Бойко Богданов е автор на над 50 песни, сред които
- „Ти посей трева“ и „Свобода“, записани и тиражирани на винилови плочи в Националната звукозаписна компания „Балкантон“;
- Един от хитовете на нежната революция след погрома над Парламента „Никога вече комунизъм“, 1996 г.
- „Най-приятно и забавно“ – химн на артистите за хор и духов оркестър за връчване на Националните награди на Съюза на артистите в България, Народен театър „Иван Вазов“, 2001 и 2002 г.
- „И няма накъде“ – опус за смесен хор и оркестър за откриване на националния благотворителен концерт за подкрепа на Държавен театър за младежта в Национален дворец на Културата, София 2003 г.
- „Теноро“ – капричио за тенор и симфоничен оркестър за откриването на Коледния концерт „Тенорисимо“ с главен диригент на Симфоничния оркестър на БНР, Национален дворец на Културата, София 2004, диригент Емил Табаков,
- „Великден е!“ – опус за тенор и оркестър 2005 (изпълнен от тенора солист на Цюрихска опера Бойко Цветанов, излъчван по програма „Хоризонт“ на БНР, клип по ТВ – канал ВВТ)
- „I want believe!“ – финална песен с хор и оркестър на Коледния гала-концерт на рокзвездата Петя Буюклиева, с участието на тенора Бойко Цветанов, Национален дворец на културата, зала 1, 2010 г.

#### Мюзикъли
- „Нерви“ – по К.Топалов, дипломна работа, рокмюзикъл и постановка – 1984 г.
- „Елизавета Бам I“ – по Д. Хармс, ексцентрична псевдоопера – мюзикъл и постановка – 1990 г.
- „Елизавета Бам II“ – по Д. Хармс, ексцентрична псевдоопера – мюзикъл и постановка – 1991 г.
- „Любовни прегрешения“ – театрален мюзикъл и постановка – 1992 г.
- „Градината с пчелите“ – мюзикъл, 2011 г.
- „Снежна приказка“ – мюзикъл за деца, кукли и възрастни, 2014 г.

#### Балет
- „Възторг и крах на любовта“ 2013 г. – копродукция на държавната трупа за модерен балет „Арабеск“ и Народен театър „Иван Вазов“; диригент – Георги ДИМИТРОВ; ММФ „Софийски музикални седмици 2013“

#### Опера
- „Алгара“, по мотиви от пиесата на българския литературен класик Георги Райчев „Еленово царство“, 2003 – 2006 г., премиера – концертно изпълнение – диригент Найден Tодоров, Държавна опера – Русе, под патронажа на Президента на Република България, 2006 г.; запис на откъси от произведението /30 мин./ с хора и оркестъра на Българско национално радио, 2009 г.; солисти: Бойко Цветанов и Цветелина Малджанска; диригент: Методи Матакиев (дългогодишен главен диригент на Софийска национална опера и на радиохора на БНР)[7]

## Поезия
- „В годините на тихото безвремие“, самиздат, ИК „Ив. Вазов“ – София, 1993
- „Око на Гущер“, 2000 г., Русе: Авангард Принт, 2000 (премиера в Държавен театър „Сълза и смях“, София)
- „Сълза опари циферблата“, София: Захарий Стоянов, 2004 (премиера в салона на ИК „Захарий Стоянов“, Полиграфически комбинат, София)
- „Свяст“, Пловдив: Жанет 45, 2010 (премиера Държавен сатиричен театър, София)
- „35 мига любов“, Русе: Авангард Принт (премиера в Народен театър „Иван Вазов“, София)
- „Снежна книга“, Русе: Авангард Принт, 2014 (премиера в Народен театър „Иван Вазов“, София)

## Филмография
- Часовник за капитана (1982)